# Gyalu (Románia)

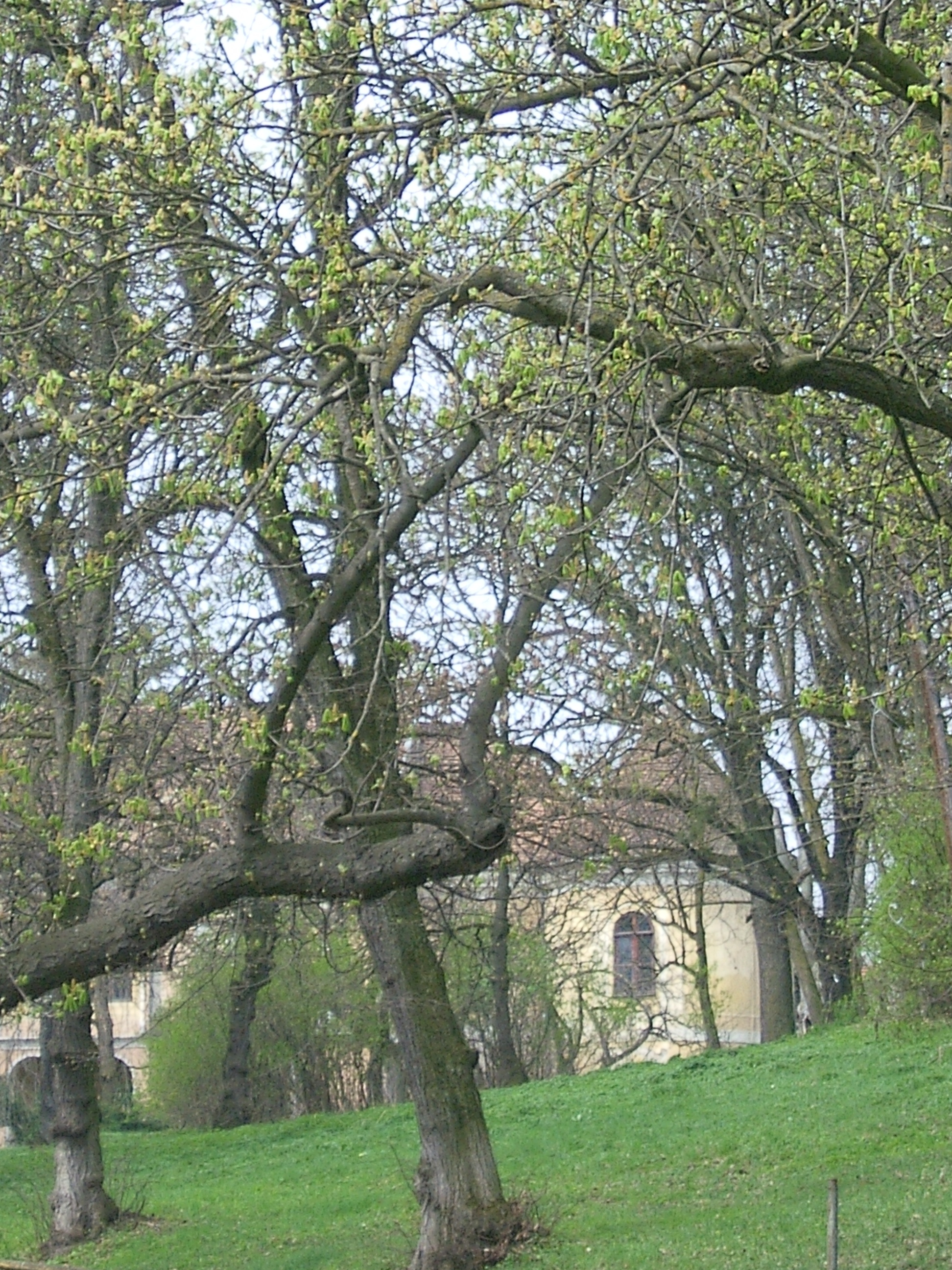
Gyalui várkastély

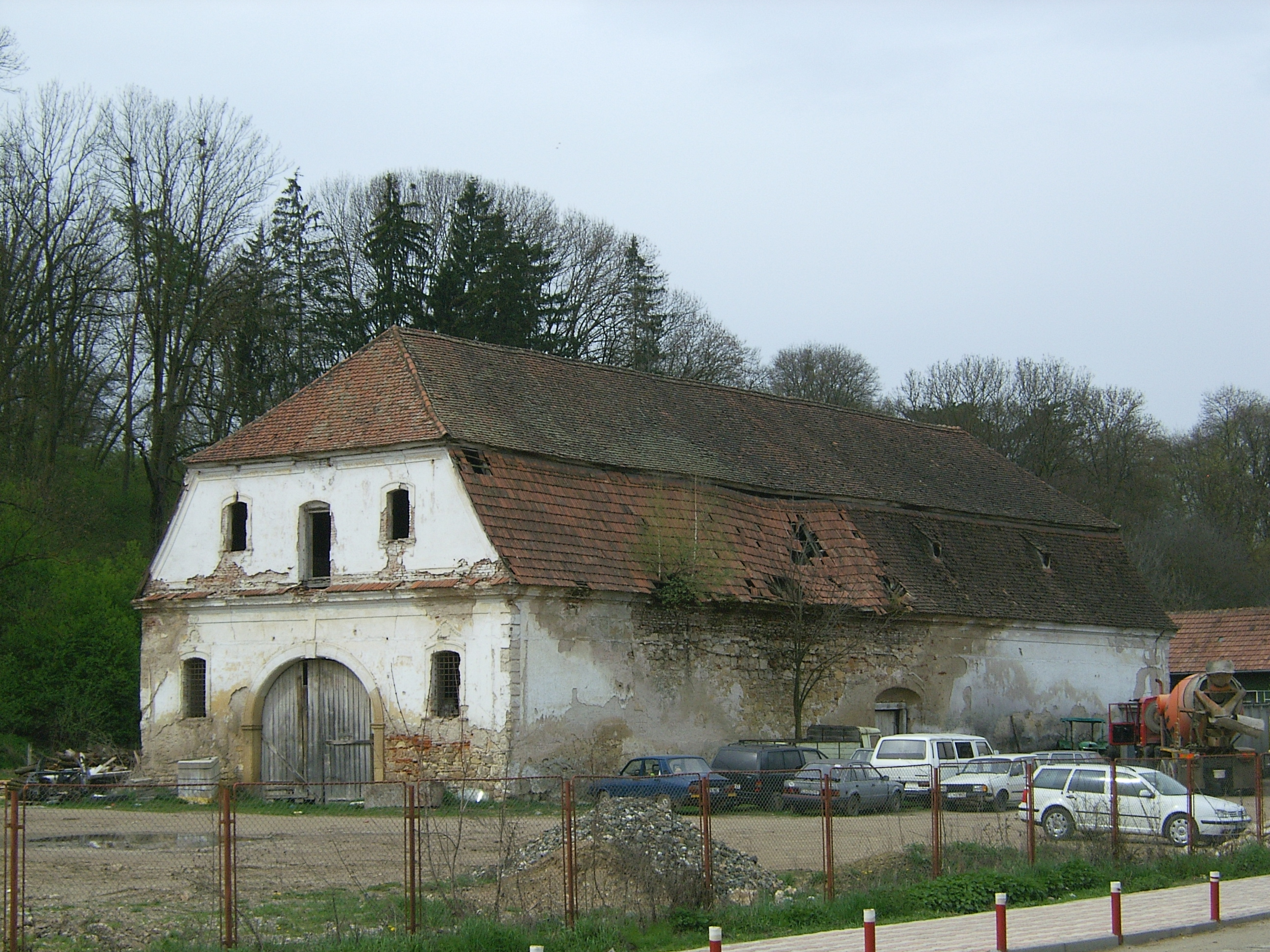
Gyalu 2009

Gyalu (románul Gilău, németül Julmarkt) település Romániában Kolozs megyében, az azonos nevű község központja.

## Fekvése
Kolozsvártól 17 km-re nyugatra fekszik.
Gyalut átszeli az E60-as európai út. A község keleti határában lehet felhajtani az észak-erdélyi autópálya már elkészült, Kolozsvárt elkerülő (és Aranyoslónánál az E60-as utat újból keresztező), 56 km-es szakaszára.

## Nevének eredete
Nevének eredete vitatott. A magyar nyelvészek általában az ótörök jal (= megéget) szóból származtatják. A románok szerint személynévi eredetű és Gelu román vezér nevéből eredeztetik.

## Története
A Kapus és a Meleg-Szamos egyesülésénél már a rómaiak is castrumot építettek. A honfoglaláskor földvára volt, mely egyesek szerint Gelu román vezér székhelye volt. A tatárjáráskor elpusztult lakossága helyére az erdélyi püspök szászokat és hegyi román pásztorokat telepített. A gyalui várat, a kalotaszegi várak egyikét a 14. század végén építették az elpusztult Fenes vára helyett. A településnek vásártartási joga, volt és vámmentességet élvezett.
1541-ben egy ideig itt tartotta udvarát a Budáról elűzött özvegy Izabella anyakirályné. Kincstartója, Fráter György (György barát), Várad püspöke 1541. december 29-én e várban kötötte meg a titkos gyalui egyezményt Habsburg Ferdinánd király megbízottjával.
1566-ban a fejedelmi udvartartás alá rendelték. 1594-ben itt végeztette ki Báthory Zsigmond fejedelem a török ellen harcolni vonakodó Kendy Ferencet és Bornemissza Jánost. 1600-ban Mihály havasalföldi vajda foglalta el, és ezt a várat is magáénak követelte. 1602-ben Basta ostrommal vette be. 1605-ben az utolsók közt adta meg magát a Bocskai fejedelemnek. 1640-ben Rákóczi Zsigmond állította helyre. 1704-ben a kurucok eredménytelenül ostromolták, de 1706-ban már elfoglalták. A félig romos várat Rabutin császári tábornok foglalta vissza. 1738-ban Bánffy Dénes építtette újjá a belsővárat, külső sáncait elbontották. 1861-ben tűzvész pusztította, 1874-ben a második emeletet elbontották, majd tetővel fedték be. 1911-ben jelentősen átalakították.
1910-ben 2972 lakosából 1773 román és 1144 magyar volt. A trianoni békeszerződésig Kolozs vármegye Gyalui járásának székhelye volt. 1992-ben társközségeivel együtt 7966 lakosából 6748 román, 877 magyar és 341 cigány volt.

## Híres emberek
- Itt született 1866. november 24-én Gyalui Farkas művelődés- és irodalomtörténész, könyvtártudományi szakíró, publicista, szépíró.
- Itt született 1922-ben Fodor Sándor "Netti Sanyi", kalotaszegi prímás.
- Itt élt és muzsikált Viski Rudolf (1912-1985) kalotaszegi prímás.
- A gyalui szanatóriumban halt meg 1941. június 16-án Sértő Kálmán költő és író.

## Irodalmi megjelenése
- Kós Károly legismertebb szépirodalmi műve, a Varjú nemzetség itt játszódik, illetve a közeli Vlegyásza-hegységben.
- Gárdonyi Géza: Egri csillagok című regényének egyik helyszíne: A rab oroszlán (Harmadik rész) 4. fejezete Gyalun játszódik.[2]

## Látnivalók
- A gyalui református templom, amelyet kalotaszegi kézimunkák díszítenek.
- A felújított gyalui várkastély